# Jésus (téléfilm, Moati)
Pour les articles homonymes, voir Jésus (téléfilm).

Jésus est un téléfilm français réalisé  par Serge Moati en 1999.

## Synopsis
Film retraçant les deux dernières années de la vie de Jésus.

## Fiche technique
- Titre : Jésus
- Réalisation : Serge Moati
- Scénario : Jacques Duquesne, Antoine Lorenzi et Beatrice Rubinstein
- Production : Pascale Breugnot et Samy Layani
- Société de production : TF1, Images et Compagnie et Ego Productions
- Musique : Gréco Casadesus
- Montage : Pascal Arnaud
- Durée : 105 minutes
- Date de diffusion : 22 décembre 1999 sur TF1
- genre : drame , histoire

## Distribution
- Arnaud Giovaninetti : Jésus
- Hippolyte Girardot : Judas
- Christophe Malavoy : Caïphe
- Faudel : Baruch
- Tom Novembre : Paul
- Yann Collette : Mathias
- France Zobda : Marie-Madeleine (Marie de Magdala)
- François Négret : Jean-Baptiste
- Ludmila Mikaël : Marie (la Vierge Marie)
- Bernard Verley : Ponce Pilate
- laurent Philibert : frère de jesus